# Giuseppe Pezzella
Giuseppe Pezzella (Napoli, 29 novembre 1997) è un calciatore italiano, difensore della Cremonese.

## Caratteristiche tecniche
Gioca come terzino sinistro. Le sue principali doti consistono nel tiro dalla distanza e nel saltare l’uomo. Oltre ad essere molto veloce, possiede una buona capacità di corsa.

## Carriera

### Club

#### Gli inizi
Cresce nelle giovanili del Monteruscello Calcio, scuola calcio di Pozzuoli; viene scartato dal Napoli dopo una settimana di prova. Nel 2013, all'età di 15 anni, viene acquistato dal Palermo, fortemente voluto da Dario Baccin, responsabile del settore giovanile rosanero.

#### Esordio in Serie A con il Palermo
Dopo aver fatto tutta la trafila nel settore giovanile dagli Allievi Nazionali alla Primavera, viene aggregato alla prima squadra a partire dalla stagione 2015-2016. Esordisce in Serie A il 6 dicembre 2015, a 18 anni, in occasione della partita Atalanta-Palermo (3-0), entrando al 65' al posto di Mato Jajalo. Chiude la stagione collezionando 9 presenze in campionato e 1 in Coppa Italia.
La stagione successiva, che termina con la retrocessione del Palermo in Serie B, ottiene 10 presenze in campionato.

#### Udinese e prestito al Genoa
Il 30 giugno 2017 passa a titolo definitivo all'Udinese, firmando un contratto quinquennale. La prima presenza con la maglia dell'Udinese coincide con la prima giornata di campionato della Serie A 2017-2018 dove viene schierato titolare nella partita contro il Chievo Verona terminata con il risultato di 1-2.
L'11 gennaio 2019, passa in prestito al Genoa, trasferimento resosi ufficiale soltanto il 21, giorno stesso in cui il giocatore poche ore dopo scende in panchina nella sconfitta per 0-2 contro il Milan. La settimana successiva esordisce con la maglia rossoblù subentrando nel secondo tempo a Rolón in occasione della trasferta di Empoli.

#### Parma e prestiti ad Atalanta e Lecce
Il 27 agosto 2019 firma un contratto quinquennale con il Parma. Arriva con la formula del prestito con obbligo di riscatto fissato a 4.5 milioni di euro.
Il 17 aprile 2021 sigla il suo primo gol in Serie A e in generale nella sua carriera professionistica, nella sconfitta per 4-3 in casa del Cagliari.
Il 27 luglio seguente, dopo la retrocessione del Parma, passa all'Atalanta in prestito annuale con diritto di riscatto e la possibilità che di obbligo al verificarsi di determinate condizioni. Con gli orobici fa il suo esordio in UEFA Champions League ed in generale nelle competizioni europee il 29 settembre 2021, sostituendo nei minuti di recupero Davide Zappacosta nella partita vinta in casa con lo Young Boys per 1-0.
Rientrato al Parma, il 26 agosto 2022 viene ceduto in prestito con diritto di riscatto al neopromosso Lecce.

#### Empoli
Il 31 luglio 2023, viene ceduto a titolo definitivo all'Empoli, in Serie A.
Nel luglio del 2024, rinnova il proprio contratto fino al 30 giugno 2026, con opzione per un'ulteriore stagione.

#### Cremonese
Il 25 luglio 2025 passa a titolo definitivo alla Cremonese, per due milioni di euro, firmando un triennale.

### Nazionale
Nel 2016 viene convocato per l'campionato europeo Under-19 del 2016, concluso al secondo posto dalla nazionale azzurra.
Nel 2017 viene convocato dal commissario tecnico dell'Under-20 Alberico Evani per il campionato mondiale Under-20 del 2017 tenutosi in Corea del Sud. Nel corso della manifestazione è tra i protagonisti della vittoria agli ottavi contro i pari età della Francia, servendo ad Orsolini l'assist per il primo gol.
Subito dopo il mondiale sudcoreano, terminato con la conquista della medaglia di bronzo, viene convocato anche nella nazionale Under-21 per il campionato europeo di categoria del 2017, in sostituzione dell'infortunato Nicola Murru. Non viene mai impiegato nel torneo, nel quale l'Italia viene eliminata in semifinale dalla Spagna.
Esordisce con la nazionale Under-21 italiana il 1º settembre 2017, nella partita amichevole contro la Spagna disputata a Toledo. Nel giugno 2019 viene convocato anche per il campionato europeo Under-21 in Italia e gioca l'ultima partita degli azzurrini, eliminati al primo turno.

## Statistiche

### Presenze e reti nei club
Statistiche aggiornate al 16 agosto 2025.
| Stagione        | Squadra         | Campionato      | Campionato | Campionato | Coppe nazionali | Coppe nazionali | Coppe nazionali | Coppe continentali | Coppe continentali | Coppe continentali | Altre coppe | Altre coppe | Altre coppe | Totale | Totale |
| Stagione        | Squadra         | Comp            | Pres       | Reti       | Comp            | Pres            | Reti            | Comp               | Pres               | Reti               | Comp        | Pres        | Reti        | Pres   | Reti   |
| --------------- | --------------- | --------------- | ---------- | ---------- | --------------- | --------------- | --------------- | ------------------ | ------------------ | ------------------ | ----------- | ----------- | ----------- | ------ | ------ |
| 2015-2016       | Palermo         | A               | 9          | 0          | CI              | 1               | 0               | -                  | -                  | -                  | -           | -           | -           | 10     | 0      |
| 2016-2017       | Palermo         | A               | 10         | 0          | CI              | 1               | 0               | -                  | -                  | -                  | -           | -           | -           | 11     | 0      |
| Totale Palermo  | Totale Palermo  | Totale Palermo  | 19         | 0          |                 | 2               | 0               |                    | -                  | -                  |             | -           | -           | 21     | 0      |
| 2017-2018       | Udinese         | A               | 15         | 0          | CI              | 3               | 0               | -                  | -                  | -                  | -           | -           | -           | 18     | 0      |
| 2018-gen. 2019  | Udinese         | A               | 4          | 0          | CI              | 1               | 0               | -                  | -                  | -                  | -           | -           | -           | 5      | 0      |
| gen.-giu. 2019  | Genoa           | A               | 5          | 0          | CI              | 0               | 0               | -                  | -                  | -                  | -           | -           | -           | 5      | 0      |
| ago. 2019       | Udinese         | A               | 1          | 0          | CI              | 0               | 0               | -                  | -                  | -                  | -           | -           | -           | 1      | 0      |
| Totale Udinese  | Totale Udinese  | Totale Udinese  | 20         | 0          |                 | 4               | 0               |                    | -                  | -                  |             | -           | -           | 24     | 0      |
| 2019-2020       | Parma           | A               | 22         | 0          | CI              | 2               | 0               | -                  | -                  | -                  | -           | -           | -           | 24     | 0      |
| 2020-2021       | Parma           | A               | 24         | 1          | CI              | 0               | 0               | -                  | -                  | -                  | -           | -           | -           | 24     | 1      |
| Totale Parma    | Totale Parma    | Totale Parma    | 46         | 1          |                 | 2               | 0               |                    | -                  | -                  |             | -           | -           | 48     | 1      |
| 2021-2022       | Atalanta        | A               | 21         | 0          | CI              | 1               | 0               | UCL+UEL            | 3+4                | 0                  | -           | -           | -           | 29     | 0      |
| 2022-2023       | Lecce           | A               | 16         | 0          | CI              | 0               | 0               | -                  | -                  | -                  | -           | -           | -           | 16     | 0      |
| 2023-2024       | Empoli          | A               | 19         | 0          | CI              | 1               | 0               | -                  | -                  | -                  | -           | -           | -           | 20     | 0      |
| 2024-2025       | Empoli          | A               | 35         | 0          | CI              | 4               | 0               | -                  | -                  | -                  | -           | -           | -           | 39     | 0      |
| Totale Empoli   | Totale Empoli   | Totale Empoli   | 54         | 0          |                 | 5               | 0               |                    | -                  | -                  |             | -           | -           | 59     | 0      |
| 2025-2026       | Cremonese       | A               | 0          | 0          | CI              | 1               | 0               | -                  | -                  | -                  | -           | -           | -           | 1      | 0      |
| Totale carriera | Totale carriera | Totale carriera | 181        | 1          |                 | 15              | 0               |                    | 7                  | 0                  |             | -           | -           | 203    | 1      |

### Cronologia presenze e reti in nazionale
| Cronologia completa delle presenze e delle reti in nazionale ― Italia under 21 | Cronologia completa delle presenze e delle reti in nazionale ― Italia under 21 | Cronologia completa delle presenze e delle reti in nazionale ― Italia under 21 | Cronologia completa delle presenze e delle reti in nazionale ― Italia under 21 | Cronologia completa delle presenze e delle reti in nazionale ― Italia under 21 | Cronologia completa delle presenze e delle reti in nazionale ― Italia under 21 | Cronologia completa delle presenze e delle reti in nazionale ― Italia under 21 | Cronologia completa delle presenze e delle reti in nazionale ― Italia under 21 |
| Data                                                                           | Città                                                                          | In casa                                                                        | Risultato                                                                      | Ospiti                                                                         | Competizione                                                                   | Reti                                                                           | Note                                                                           |
| ------------------------------------------------------------------------------ | ------------------------------------------------------------------------------ | ------------------------------------------------------------------------------ | ------------------------------------------------------------------------------ | ------------------------------------------------------------------------------ | ------------------------------------------------------------------------------ | ------------------------------------------------------------------------------ | ------------------------------------------------------------------------------ |
| 1-9-2017                                                                       | Toledo                                                                         | Spagna under 21                                                                | 3 – 0                                                                          | Italia under 21                                                                | Amichevole                                                                     | -                                                                              | 48’                                                                            |
| 4-9-2017                                                                       | Cittadella                                                                     | Italia under 21                                                                | 4 – 1                                                                          | Slovenia under 21                                                              | Amichevole                                                                     | -                                                                              | 80’                                                                            |
| 5-10-2017                                                                      | Budapest                                                                       | Ungheria under 21                                                              | 2 – 6                                                                          | Italia under 21                                                                | Amichevole                                                                     | -                                                                              | 70’                                                                            |
| 10-10-2017                                                                     | Ferrara                                                                        | Italia under 21                                                                | 4 – 0                                                                          | Marocco under 21                                                               | Amichevole                                                                     | -                                                                              |                                                                                |
| 14-11-2017                                                                     | Frosinone                                                                      | Italia under 21                                                                | 3 – 2                                                                          | Russia under 21                                                                | Amichevole                                                                     | -                                                                              | 65’                                                                            |
| 22-3-2018                                                                      | Perugia                                                                        | Italia under 21                                                                | 1 – 1                                                                          | Norvegia under 21                                                              | Amichevole                                                                     | -                                                                              | 56’                                                                            |
| 27-3-2018                                                                      | Novi Sad                                                                       | Serbia under 21                                                                | 0 – 1                                                                          | Italia under 21                                                                | Amichevole                                                                     | -                                                                              | 65’                                                                            |
| 29-5-2018                                                                      | Besançon                                                                       | Francia under 21                                                               | 1 – 1                                                                          | Italia under 21                                                                | Amichevole                                                                     | -                                                                              | 61’                                                                            |
| 6-9-2018                                                                       | Dunajská Streda                                                                | Slovacchia under 21                                                            | 3 – 0                                                                          | Italia under 21                                                                | Amichevole                                                                     | -                                                                              | 79’                                                                            |
| 15-11-2018                                                                     | Ferrara                                                                        | Italia under 21                                                                | 1 – 2                                                                          | Inghilterra under 21                                                           | Amichevole                                                                     | -                                                                              |                                                                                |
| 19-11-2018                                                                     | Reggio Emilia                                                                  | Italia under 21                                                                | 1 – 2                                                                          | Germania under 21                                                              | Amichevole                                                                     | -                                                                              |                                                                                |
| 21-3-2019                                                                      | Trieste                                                                        | Italia under 21                                                                | 0 – 0                                                                          | Austria under 21                                                               | Amichevole                                                                     | -                                                                              | 69’                                                                            |
| 25-3-2019                                                                      | Frosinone                                                                      | Italia under 21                                                                | 2 – 2                                                                          | Croazia under 21                                                               | Amichevole                                                                     | -                                                                              | 55’                                                                            |
| 22-6-2019                                                                      | Reggio Emilia                                                                  | Belgio under 21                                                                | 1 – 3                                                                          | Italia under 21                                                                | Europeo Under-21 2019 - 1º turno                                               | -                                                                              | 90+5’                                                                          |
| Totale                                                                         |                                                                                | Presenze                                                                       | 14                                                                             |                                                                                | Reti                                                                           | 0                                                                              |                                                                                |